# 龙井市
龙井市（中国朝鲜语：／ Ryongjŏng si */?）是中国吉林省延边朝鲜族自治州下辖的一个县级市，位于吉林省东南部，长白山东麓，东南方向隔图们江与朝鲜民主主义人民共和国相望，边境线长142.5公里；东北方向与延吉市、图们市接壤；西南方向与和龙市毗邻；西北方向与安图县相接。全市总面积2591平方公里，总人口24.6万人，其中朝鲜族人口16余万，占总人口的66%:69。
龙井市地处海兰江、布尔哈通河的中下游，地势较低，无霜期较长，是延边主要的粮食产区，水稻闻名全省:69。龙井是苹果梨的原产地，产量位居延边第一位，1995年被国务院授予“中国苹果梨之乡”的称号。龙井天佛指山国家级自然保护区盛产松茸，可与朝鲜七宝山松茸相媲美:69。
龙井是中国境内朝鲜族居住最集中、朝鲜族原生态文化和民俗文化保存最完整的地区，被誉为中国朝鲜族民俗文化宝库，建有朝鲜民俗博物馆。

## 历史

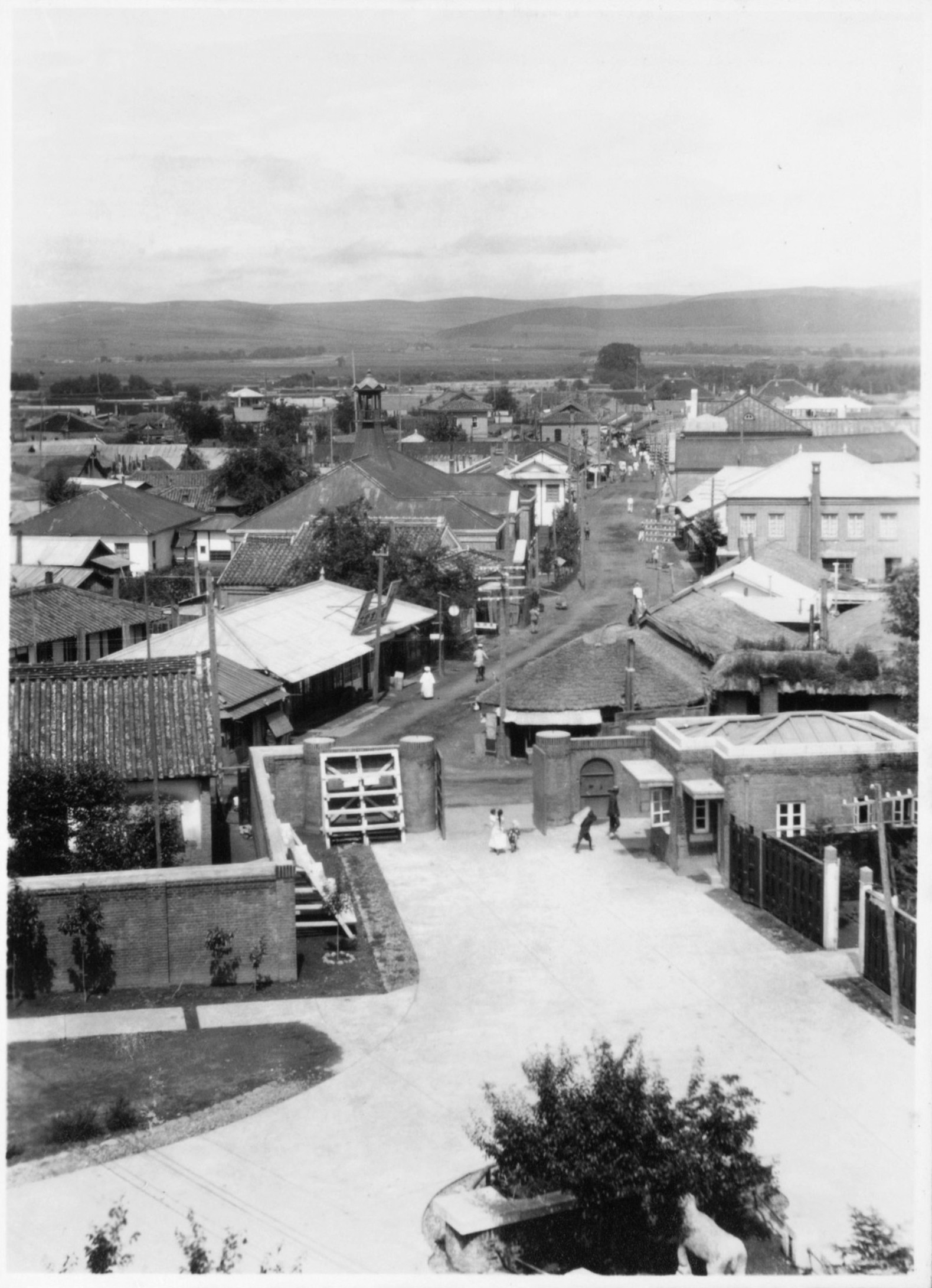
1928年的龙井村

龙井是朝鲜人迁入较早的地区。早在19世纪70-80年代，朝鲜人就已迁入龙井地区，称其为“龙井村”:69。1881年，清政府废除图们江流域的封禁后，在龙井设立招垦局。1907年，日本人在龙井设立“统监府间岛派出所”。1909年，日本人强迫清政府签署《间岛协约》，在龙井开辟商埠局，并将统监府间岛派出所改为总领事馆。清政府将派办处改为商埠局，并于1910年1月在龙井增设海关:70。
20世纪初，龙井成为延边朝鲜人反日的启蒙运动中心。朝鲜人反日志士先后在龙井建立了瑞甸书塾、明东学校等一批培养反日人才的新型朝鲜私立学校。1919年3月13日，龙井爆发声讨日本入侵延边，声援“三一运动”的“三一三反日运动”:120:70。俄国十月革命后，马列主义开始在龙井地区传播。1928年初，以朝、汉两种文字发行，以揭露日本帝国主义侵略罪行，宣传反日思想的《民声报》在龙井创刊。该报报社是延边最早的中国共产党地方组织诞生地。龙井也是1930年延边“五一”、“五卅”大暴动的策源地:70。
1945年日本投降后，龙井属延吉县人民政府管辖。1947年，中共延边地委、专署曾一度设在龙井。1950年，县城由延吉市迁到龙井镇。1952年9月3日，延边朝鲜族自治区成立后，龙井成为延边下属的5县之一。1983年，延吉县更名为龙井县。1988年，龙井县经中华人民共和国国务院批准升级为龙井市。:70-71

## 地理

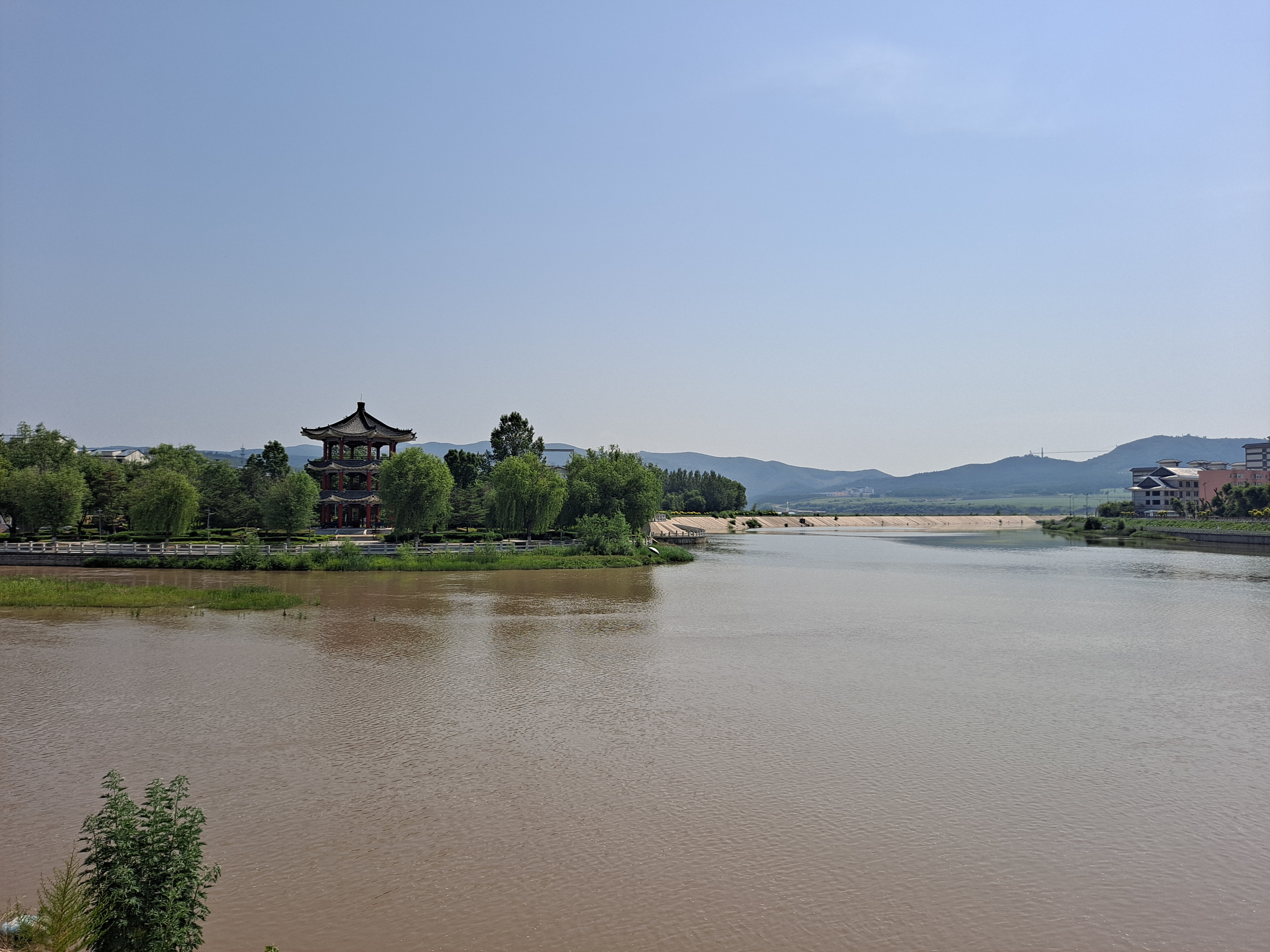
海兰江和乐然公园

龙井地理坐标为东经128°54′-129°48′，北纬42°21′-43°24′，地处长白山东麓，位于联合国拟定开发图们江流域“大三角”之中，与朝鲜咸镜北道隔着图们江相望，边境线长142.5公里。龙井市总面积2591平方公里，海拔最高为1331米，最低为101米。:68-69
龙井地区属中温带大陆性季风气候，冬季寒冷，夏季炎热，四季分明。龙井年平均气温为5.6℃，年均降水量为549.3毫米，年均日照时数2429.1小时，无霜期平均为140天。:69
龙井有着丰富的深林资源，林地面积166885公顷，以天然次生林为主，森林覆盖率为68%。龙井地区的主要树种包括赤松、沙松、红松、黄菠萝、水曲柳、椴树、杨树、桦树、柞树等。此外，龙井地区生长着124科1072种野生经济植物及多种野生经济动物。:69
龙井市地区目前已探明的矿产有32种，包括硅灰石、大理石、石灰石、玄武岩、岩金、砂金、铜、铅、安山岩、硅石、砖瓦粘土、建筑石、矿泉水、煤等。:69

## 人口
截至2020年11月1日零时，龙井市常住人口为129286人。户数6.21万户，户籍人口15.11万人。
全市总人口24.6万人，其中朝鲜族人口16余万，占总人口的66%:69。

## 行政区划
下辖2个街道、5个镇、2个乡：
安民街道、龙门街道、开山屯镇、老头沟镇、三合镇、东盛涌镇、智新镇、德新乡、白金乡、龙井市林业局和龙井大苏果树农场。
- 街道办事处：安民街道（안민가도）、龙门街道（룡문가도）。
- 镇：开山屯镇（개산둔진）、老头沟镇（로두구진）、三合镇（삼합진）、东盛涌镇（동성용진）、智新镇（지신진）。
- 乡：德新乡（덕신향）、白金乡（백금향）。

## 参见

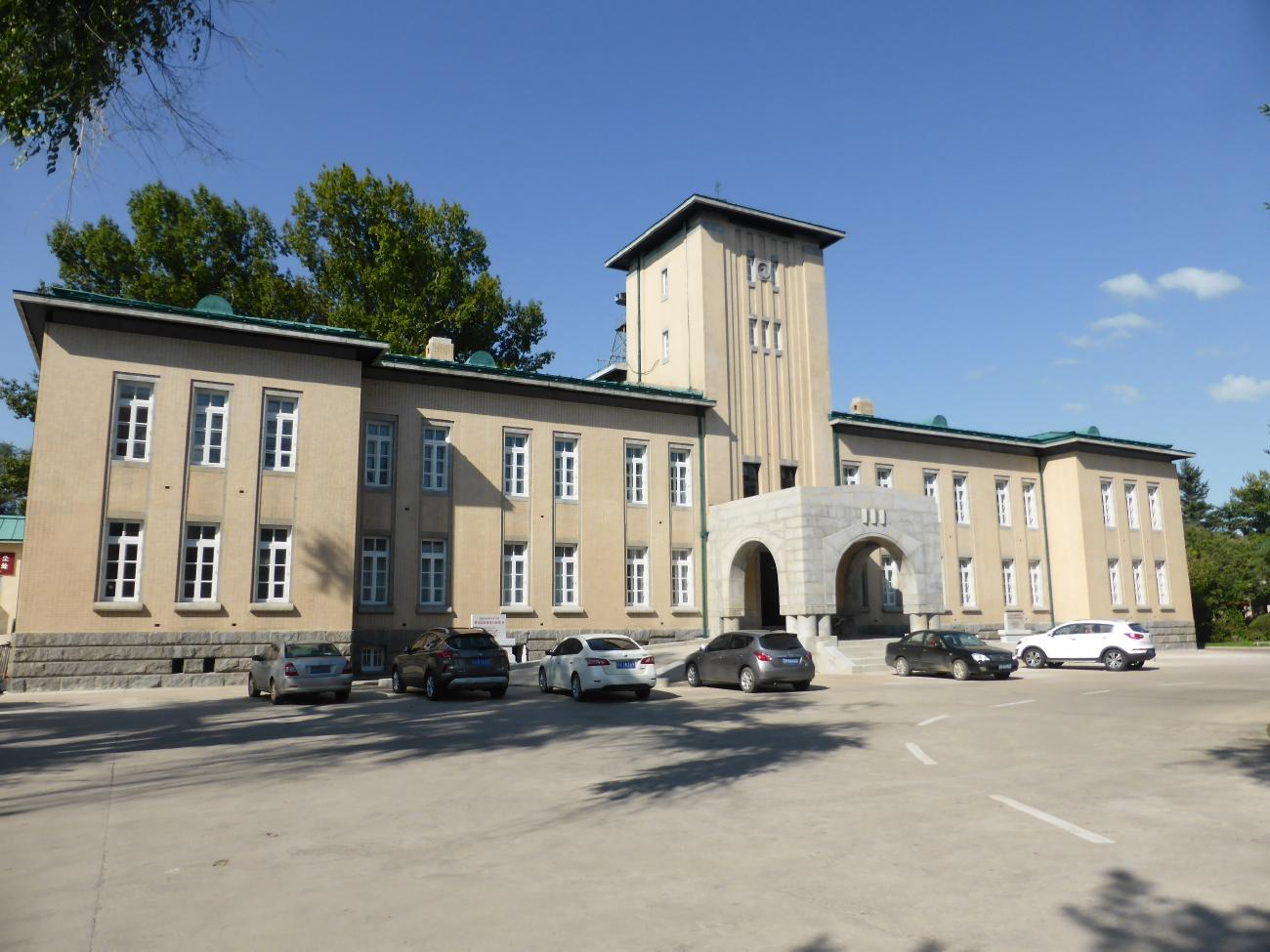
日本间岛总领馆遗址

## 交通
- 334国道0公里起点。